# Mrázovce
Mrázovce jsou obec na Slovensku v okrese Stropkov. Geomorfologicky leží v Ondavské vrchovině. Poprvé byla ves zmíněna roku 1408.

## Hradzisko
Na blízkém vrchu Hradzisko (284 m) stávalo v 15. století bratřické hradisko. Jednalo se o opevnění elipsovitého tvaru o rozměrech 50×15 metrů, protáhlé v západovýchodním směru. Obytné a hospodářské budovy, převážně dřevěné, byly obehnány soustavou příkopů a valů. Původně se mělo za to, že jde o hrad Modré pole ze 14. století, který je doložen v okolí Stropkova, ale jeho přesná poloha je neznámá. Archeologické výzkumy z let 1981 a 2004 však určily, že se jedná o jiný objekt, který zde pravděpodobně stál jen někdy mezi lety 1450 a 1467.

## Památky
- Řeckokatolický chrám Nejsvětější Trojice z roku 1833[6]